# 茹克 (政协委员)
茹克（1943年—），汉族，中华人民共和国政治人物、第十一届全国政协委员。
担任中国海洋石油总公司原总地质师。2008年，当选第十一届全国政协委员，代表科学技术界，分入第三十组。并担任人口资源环境委员会专委。